# I. Albert bajor herceg
I. Albert bajor herceg KG (München, 1336. július 25. – Hága, 1404. december 13.) volt IV. Lajos német-római császár második házasságából származó harmadik fia. Apja halála után 1347-től I. Albert néven bajor (társ)herceg, 1389-től Hainaut, Holland és Zeeland grófja.

## Élete
Albert 1336-ban született Münchenben, apja IV. Lajos német-római császár, anyja Lajos második felesége, Margit hainaut-i, holland és zeelandi grófnő. Bár Margit volt Hainaut, Holland és Zeeland örököse, házasságával a jog szerinti uralkodó Lajos lett, aki 1345-ben feleségére és fiaira hagyta ezeket a tartományokat.
1347-ben, apja halála után Albert és öt bátyja közösen uralkodtak Bajorországban, mint társhercegek 1349-ig. Ekkor a Wittelsbach-birtokok felosztása során Albert Alsó-Bajorország, illetve Hainaut és a Holland Grófság társuralkodója lett két bátyjával (Istvánnal és Vilmossal közösen.
1353-ban ismét felosztották birtokaikat és ekkor Albert Bajorország-Straubing, Hainaut és Holland uralkodója lett bátyjával, Vilmossal közösen. Vilmos 1354-től uralkodott Holland és Zeeland grófságokban, de anyjától csak annak halála után, 1357-ben kapta meg Hainaut-t. Mivel még ebben az évben elmebaj tünetei kezdtek kiütközni Vilmoson, Albert elfogatta és Le Quesnoy várába záratta bátyját, helyette régensként uralkodott mindhárom grófságban. Bátyja 1389-ben bekövetkezett halála után névleg is megszerezte a grófi címet.
Albert régenssége alatt a grófságokat korábban sújtó problémák eltűntek, fejlődött a kereskedelem, és a két párt, a "Tőkehalak" és a "Horgok" közötti összecsapások is szüneteltek. Bár Albert hivatalosan nem volt gróf, már régenssége alatt kiházasította lányait, akik a korabeli Európában jelentős uralkodókhoz mentek feleségül – köztük Margit, akinek férjétől, III. Fülöp burgundi hercegtől származó utódai örökölték Albert birtokait.
Albert uralkodása alatt ismét kitört a Tőkehalak és a Horgok közötti ellentét. Albert egyik szeretője, a gyönyörű Aleid van Poelgeest, ugyanis a "Tőkehal" párt tagja volt, és pozícióját kihasználva nagy befolyásra tett szert. Albert kísérete és a "Horgok" (hagyományosan a grófok támogatói) összeesküvést szőttek Aleid eltávolítására, és 1392 szeptemberében egy éjszaka Hágában meggyilkolták őt.
A feldühödött Albert bosszúhadjáratot indított a "Horgok" ellen, egyik kastélyukat a másik után foglalta el. Még fia és örököse, Vilmos sem érezte magát biztonságban és inkább visszavonult Hainaut-ba.
Élete utolsó éveiben Albert gróf megpróbálta meghódítani a frízeket, akiket többször megvert ütközetben, de sohasem tudta végleg felszámolni ellenállásukat.
Albert 1404-ben bekövetkezett halála után örököse fia, Vilmos lett, míg öccse, János a liège-i püspökséget kapta. Azonban Vilmos halála után örökösödési háború tört ki János és Vilmos lánya, Jacqueline között. A háború végeredményeként III. Fülöp burgundi herceg pártfogása alá helyezte Jacqueline-t és saját birodalmához csatolta Hainaut, Holland és Zeeland grófságokat.

## Családja
Első felesége Briegi Margit (Margareta von Brieg), I. Lajos briegi herceg lánya, akit 1353. július 19-én vett feleségül Passauban. Házasságukból hét gyermek született:
- Katalin (1361-1400), férje 1379-től Vilmos gelderlandi herceg (1364-1402), aki 1393-tól VIII. Vilmos jülichi hercegként uralkodott.
- Johanna (1361-1386), férje 1370-től IV. Vencel cseh király (1361-1419), IV. Károly német-római császár fia.
- Margit (1363-Dijon, 1424. január 23.), férje 1385-től János burgundi herceg, II. Fülöp burgundi herceg fia és örököse, aki 1404-ben lépett trónra.
- Vilmos (1365-1417), 1404. után apja örököse, mint II. Vilmos bajor herceg
- Albert (1369-1397), Straubing kormányzója
- János (1374-1425), 1397-től Straubing régense, 1390-1418 között kanonok Liège-ben, 1417-től liège-i püspök. Vilmos bátyja halála után 1417-től bajor herceg, majd 1418-tól Hainaut, Holland és Zeeland grófja unokahúga, Jacqueline ellenében. 1425-ben Hágában megmérgezték.
- Johanna Zsófia (1377-1410), férje IV. Albert osztrák herceg

1394-ben feleségül vette Klevei Margitot, de ebből a házasságból nem született gyerek.

## Fordítás
Ez a szócikk részben vagy egészben  az   Albert I, Duke of Bavaria című angol Wikipédia-szócikk ezen változatának fordításán alapul.  Az eredeti cikk szerkesztőit annak laptörténete sorolja fel. Ez a jelzés csupán a megfogalmazás eredetét és a szerzői jogokat jelzi, nem szolgál a cikkben szereplő információk forrásmegjelöléseként.